# Robert Farrell
Robert Farrell (nascido em 25 de julho de 1949) é um ex-ciclista trinitário-tobagense que competiu nos Jogos Olímpicos de Verão de 1968 para Trinidad e Tobago.